# Bank of Jamaica
Die Bank of Jamaica ist die Zentralbank von Jamaika. Ihr Hauptsitz befindet sich in Kingston. Ihre Gründung wurde durch den Bank of Jamaica Act 1960 beschlossen und sie wurde am 1. Mai 1961 eröffnet.
Sie ist im Auftrag des Finanzministers von Jamaika für die Geldpolitik Jamaikas verantwortlich. Die Bank besitzt das Emissionsrecht für den Jamaika-Dollar.

## Geschichte
Die Bank von Jamaika, die durch den Bank of Jamaica Act von 1960 errichtet wurde, nahm im Mai 1961 ihre Tätigkeit auf und beendete das seit 1939 bestehende Currency-Board-System. Mit der Errichtung der Zentralbank wurde die Notwendigkeit eines angemessenen Systems einer regulierten Finanzstruktur zur Förderung des Entwicklungsprozesses, insbesondere da Jamaika sich auf dem Weg zur politischen Unabhängigkeit befand. 1969 wurde der Jamaika-Dollar als Währung eingeführt und ersetzte das Pfund Sterling.
Die Rolle der Zentralbank war in der Regel weitgehend reaktiv, da sich das Institut mit mehreren nationalen und internationalen Entwicklungen auseinandersetzten musste. In den letzten Jahren war die Umsetzung der Geldpolitik jedoch von einer proaktiveren Haltung gekennzeichnet, da die Zentralbank aktiv versucht hat, ein angemessenes Umfeld für Wirtschaftswachstum und Entwicklung zu schaffen. Infolgedessen führte die Zentralbank 1985 ein Programm zur Finanzreform ein. Diese Initiative zielte auf eine wirksamere Verbesserung ab, indem die Marktkräfte gefördert und die Umsetzungskapazität der Zentralbank, Geldpolitik zu betreiben, gestärkt wurden.